# زولو (فلم 2013)
زولو (بالإنجليزية: Zulu) هُو فيلم جريمة جنوب أفريقي صدر سنة 2013 وأخرجه جيروم سال. الفيلم من بطولة أورلاندو بلوم وفورست ويتاكر. اختير الفيلم ليكون الفيلم الختامي الذي عُرض في دورة سنة 2013 من مهرجان كان السينمائي. بُني الفيلم جُزئيًا على فكرة مشروع الساحل الذي كان عبارة عن برنامج سري لتطوير الأسلحة الكيميائية والبيولوجية لنظام الفصل العنصري في جنوب أفريقيا، وأيضا على رواية «زولو» لمُؤلفها كاريل فيري والتي حازت سنة 2008 على جائزة فرنسا الكبرى لأفضل رواية عن الجريمة.

## طاقم التمثيل
- أورلاندو بلوم في دور بريان إيبكين.
- فورست ويتاكر في دور علي سوخيلا.
- تانيا فان غراان في دور تارا.
- ناتاشا لورينغ في دور مارجوري.
- سفين رويغروك في دور ديفيد إبكين.
- أدريان غالي في دور نيلز بوتا.
- كونراد كيمب في دور دان فليتشر.
- روكسان برنتيس في دور جوديث بوتا.
- تيناري فان ويك لوتس في دور كلير فليتشر.
- دين سلاتر في دور ريك.
- كيلسي إيغان في دور نيكول فايس.
- خولو سكينجانا في دور ثيمبا.
- هيني بوسمان في دور حليق الرأس.
- جويل كايمبي في دور زينا.

## الإصدار
عُرض الفيلم لأول مرة في دورة سنة 2013  من مهرجان كان السينمائي، وذلك في يوم 26 مايو باعتباره الفيلم الختامي. عُرض الفيلم لاحقا في صالات السينما في فرنسا في 4 ديسمبر 2013. في جنوب أفريقيا، تمت إعادة تسمية الفيلم باسم «مدينة العنف» (بالإنجليزية: City of Violence).
بعد العرض الأولي في مهرجان كان، اختيرت شركة واينستين لتوزيع الفيلم في الولايات المتحدة.
صدر الفيلم على منصة نتفليكس باسم «شُرطة كيب تاون» (بالإنجليزية: Cape Town Cops).

## روابط خارجية
زولو على موقع IMDb (الإنجليزية)
- زولو على موقع روتن توميتوز (الإنجليزية)
- زولو على موقع نتفليكس (الإنجليزية)
- زولو على موقع قاعدة بيانات الأفلام العربية
- زولو على موقع ألو سيني (الفرنسية)
- زولو على موقع أول موفي (الإنجليزية)
- زولو على موقع فيلمافينيتي (الإسبانية)
- زولو على موقع قاعدة بيانات الفيلم (الإنجليزية)
- زولو على موقع ليتربوكسد (الإنجليزية)
- زولو على موقع كينوبويسك (الروسية)